# Meteor Lake
Meteor Lake es el nombre en clave utilizado por Intel para la primera generación de procesadores Intel Core Ultra, y fueron lanzados al mercado el 14 de diciembre de 2023.

## Descripción
Según la hoja de ruta e hitos de la tecnología Intel publicada el 17 de febrero de 2022, Meteor Lake contará con mejoras en la XPU (la abstracción de dispositivos de Intel para la CPU, GPU, FPGA y otros aceleradores) con IA integrada y una arquitectura de GPU en mosaico que, según Intel, ofrecerá un rendimiento a nivel de gráficos discretos. Estas declaraciones se confirmaron posteriormente el 23 de mayo de 2023 con detalles adicionales que enfatizan la colaboración de Intel con Microsoft para la compatibilidad del nuevo procesador para Windows 11.
Intel utilizará varios procesos litográficos en los procesadores Meteor Lake. La CPU de cálculo se fabricará con el proceso Intel 4, la GPGPU de cálculo con el proceso TSMC N5 y el SoC y las E/S con el proceso TSMC N6. Los módulos se conectarán mediante la tecnología de encapsulado Intel Foveros. 
El 15 de junio de 2023, Intel anunció que a partir de Meteor Lake utilizará una nueva denominación para los procesadores Intel Core:
- Se eliminó la letra «i» del nombre (p.e., procesador Intel Core 5);
- Nueva numeración de los procesadores (Procesador Intel Core 5 ##xx).

En este anuncio, Intel mencionó que Meteor Lake será exclusivamente arquitectura móvil para computadoras portátiles, y los procesadores de esta arquitectura se llamarán Core Ultra, mientras que los Core normales (para computadoras de escritorio) pertenecerán a la arquitectura Raptor Lake Refresh.

## Características
Es una arquitectura de módulo multichip con cuatro mosaicos: cálculo (CPU), cálculo (GPGPU), SoC e E/S.Mientras que en las anteriores generaciones de procesadores para computadoras portátiles se incluía un Platform Controller Hub para proporcionar funcionalidades de entrada y salida, estos están integrados dentro del procesador.

### CPU
- Núcleos[14]
  - Hasta 6 núcleos de rendimiento Redwood Cove (P-core)
  - Hasta 10 núcleos de eficiencia Crestmont (E-core)

### GPU
- Arquitectura Xe-LPG Graphics [15][16]
- Hasta 128 unidades de ejecución[17]
- Decodificador de hardware 8K 10-bit AV1 [18][19]

### Entrada y salida
- PCI Express 5.0
- Thunderbolt 4.0
- Compatibilidad con Wi-Fi 7[18]
- Soporte nativo para DisplayPort 2.1[18]
- Soporte nativo para HDMI 2.1 a 48Gbit/s[18][20]